# Maik Landsmann
Maik Landsmann (Erfurt, 25 ottobre 1967) è un ex ciclista su strada tedesco.

## Palmarès

### Olimpiadi
- 1 medaglia[1]:
  - 1 oro (Seul 1988 nella corsa a cronometro a squadre)